# Carry on (Chris Cornell)
Carry On is het tweede studioalbum van de Amerikaanse musicus Chris Cornell. Het album kwam uit op 28 mei 2007. Het is Cornells tweede soloalbum na Euphoria Morning uit 1999 en zijn eerste nadat hij zijn voormalige band Audioslave verliet. Van het album zijn wereldwijd meer dan 300.000 exemplaren verkocht.
Hoewel het album hoofdzakelijk gezien wordt als alternatieve rock omvat het album een verscheidenheid aan genres, waaronder blues, psychedelische muziek en hardrock.

## Tracks
Het album bevat veertien tracks waaronder het nummer "You Know My Name", de titelsong van de James Bondfilm Casino Royale uit 2006. Ook is er een cover van "Billie Jean" van Michael Jackson te vinden op het album.
Alle nummers geschreven door Chris Cornell, tenzij anders aangegeven:
1. "No Such Thing" – 3:44
2. "Poison Eye" – 3:57
3. "Arms Around Your Love" – 3:34
4. "Safe and Sound" – 4:16
5. "She'll Never Be Your Man" – 3:24
6. "Ghosts" – 3:51
7. "Killing Birds" – 3:38
8. "Billie Jean" (Jackson) – 4:41
9. "Scar on the Sky" – 3:40
10. "Your Soul Today" – 3:27
11. "Finally Forever" – 3:37
12. "Silence the Voices" – 4:27
13. "Disappearing Act" – 4:33
14. "You Know My Name" (Cornell/Arnold) – 4:01

Bonustracks
- "Today" - (bonustrack Britse en Japanse editie) – 3:03
- "Roads We Choose" (bonustrack Britse en Japanse editie) - 3:51
- "Thank You" (Live from Stockholm) (bonustrack Japanse editie)
- "Call Me a Dog" (Live from Stockholm) (bonustrack Target Corporation)

## Bezetting
- Chris Cornell — zang, gitaar
- Nir Zidkyahu — drums, percussie